# Шелестівська Михайлівська церква (Ужгород)
Шелестівська Михайлівська церква — пам'ятка архітектури національного значення. Розташовується у місті Ужгороді, вулиця Капітульна, 33-А. В більшості джерел датою заснування вказується 1777 рік. Часто вживаною є інша назва будівлі — церква Св. Архистратига Михаїла. Ця пам'ятка — одна з небагатьох дерев'яних церковних споруд в Україні, яка збережена до 21 століття. Охоронний номер — 172.

## Історія

### Церква у 18-20 столітті
Церква була побудована в селі Шелестів Мукачівського району у 1777 році. В деяких джерелах міститься інформація, що її будівництво було розпочато набагато раніше, а у 1777 році будівля була освячена та оновлена після проведення ремонтних робіт. Ця версія знайшла підтримку у працях історика Тиводара Легоцького. Коли у 20 столітті у селі Шелестові був побудований мурований храм, дерев'яна Михайлівська церква відійшла у розпорядження шкіл в Ужгороді. У кінці 1920-х років надійшла пропозиція щодо придбання будівлі православною громадою Мукачева. Після цього церква була перевезена і освячена у місті Мукачеве 5 серпня 1928 року.Деякий час церква була недоглянутою, доки не потрапила на територію Закарпатського обласного музею народної архітектури та побуту в Ужгороді у 1972 році. Реставраційні роботи в 1969–1972 роках проводились архітекторами І. Р. Могитичем та Б. Я. Кідзельським. Згідно інших джерел, церкву перемістили на територію музею у 1974 чи 1976 роках.

### Пам'ятка архітектури у 21 столітті
З середини 1970-х років і до 2008 року реставраційні роботи у церковній будівлі не проводились. Пошук майстрів відповідного рівня підготовки зайняв деякий час і в результаті реставрація споруди була довірена спеціалісту з Солотвина. Складність реставрації полягала в першу чергу в невеликій кількості спеціалістів, які б кваліфіковано могли виконати таку роботу. Оновлення церкви потребувало проведення реставраційних робіт та здійснення дій зі спеціальними дерев'яними пластинами, які потрібно було викласти одна на одну. Необхідний перелік робіт був виконаний майстром Михайлом, який вже мав чималий досвід реставрації дерев'яних споруд. Були проведені ремонтні роботи над дзвіницею церкви. Над її верхівкою був встановлений відреставрований хрест. Директор музею просто неба планував відкрити церкву для огляду туристами та відвідувачами завершення реставраційних робіт. По неділям у Шелестівській церкві планувалось проведення богослужінь. І. Е. Грабар на початку століття в одній із своїх праць зазначив, що ця церковна споруда є найкращим прикладом дерев'яного зодчества на території Закарпаття. Взимку 2013 року Михайлівська дерев'яна церква потрапила до переліку об'єктів, яких стосувалось рішення щодо внесення певних змін до програми створення страхового фонду документації Закарпатської області на період 2011–2015 рік. Наразі церква є одним з експонатів музею просто неба. До складу експозиції Закарпатського музею народної архітектури «Шелестівської церкви» входить дзвіниця, побудована із дерева, дзвони, капличка та основна будівля. Споруда розташовується на ділянці Комплексу Замкової гори, який є територією пам'ятки містобудування.

## Архітектура
Шелестівська Михайлівська церква відноситься до класичного лемківського стилю народної школи зодчества і є єдиною церквою, побудованою з такою характеристикою на території Закарпаття. Вона являє собою одну з двох церков лемківського стилю на території України, які дійшли до нашого часу без глобальних архітектурних змін. Майстрам, які працювали над її створенням та побудовою, вдалось поєднати шатровий та бароковий народний архітектурний стиль. В результаті чого, церковну будівлю виділяє пропорційність, стрункість та проробка художніх деталей. Пам'ятка поєднує у собі західний і східний вплив і це виражається в архітектурному стилі. План побудови свідчить про східне походження храму, в той час, як особливості спорудження дзвіниці говорять про вплив західного архітектурного мистецтва. Наявність у церкви багатоярусних шатрових дахів над вівтарною частиною церкви та нефом говорить про її зв'язок та вплив на її побудову бойковського стилю зодчества, яке було поширене на півночі Карпат. У будівлі присутні деякі риси стилю бароко. Спеціалістами відмічається динамічність архітектурного спорудження, через поступове зростання частин будівлі від вівтаря до дзвіниці. Дзвіниця має каркасну конструкцію, яку прикрашає аркада голосників, а увінчує її барокова баня з розвинутими гранями і ажурною аркадою. Увінчується цей об'єкт главка з кованим хрестом. Зустріти аналогічні главки можна над шатровими верхами вівтаря. Вежа висока, має бароковий архітектурний напрям побудови. Висота церкви з врахуванням висоти вежі сягає 22 метрів.
Зруби змайстровані з брусів, які виготовлені з дуба. Їх перетин досягає 40 см. Церква триверха, складається з трьох зрубів. Її покриттям слугує гонт. Притвір та неф мають однакову ширину. Верхи нефа та східної частини — шатрові з заломами, у вінці яких розміщуються барокові главки. Церковний іконостас виділяється виразним різьбленням, має 4 яруси та орнамент рослинного характеру. Різьблення характеризується комбінованим стилем та помітне на позолочених колонках. Деякі елементи у вигляді башти та її оформленні свідчать про присутність деяких рис стилю рококо. Церковний вівтар увінчує не дуже високий верх, який має два заломи. Неф має три заломи. У 19 столітті іконостас був прикрашений роботами живописця з Закарпаття Іллі-Бродлаковича-Вишенського. Вони були перенесені у дерев'яну церкву з храму св. Духу з села Колочава. Багато ікон, які тривалий час були у власності Шелестківської церкви, зникли.
При побудові церкви використовувались тільки дерев'яні цвяхи і не було використано жодного металевого. Територія цієї архітектурної пам'ятки з північного заходу обмежується контрескарпною стіною з каменю. Початок 20 століття охарактеризувався зміною в архітектурному ансамблі дерев'яної будівлі — стіни зрубів було поштукатурено. Також поверхні були побілені. Взимку 2008 року провели реставраційні роботи, націлені на збереження від руйнації Шелестівської церкви. Деревина, яка використовувалась для виконання робіт, оброблювалась спеціальним антисептичним засобом, який повинен захистити її в певній мірі від шкідливих навколишніх чинників. Значна частина об'єктів, що використовуються як реставраційні засоби, виготовлені з дуба.

## Галерея

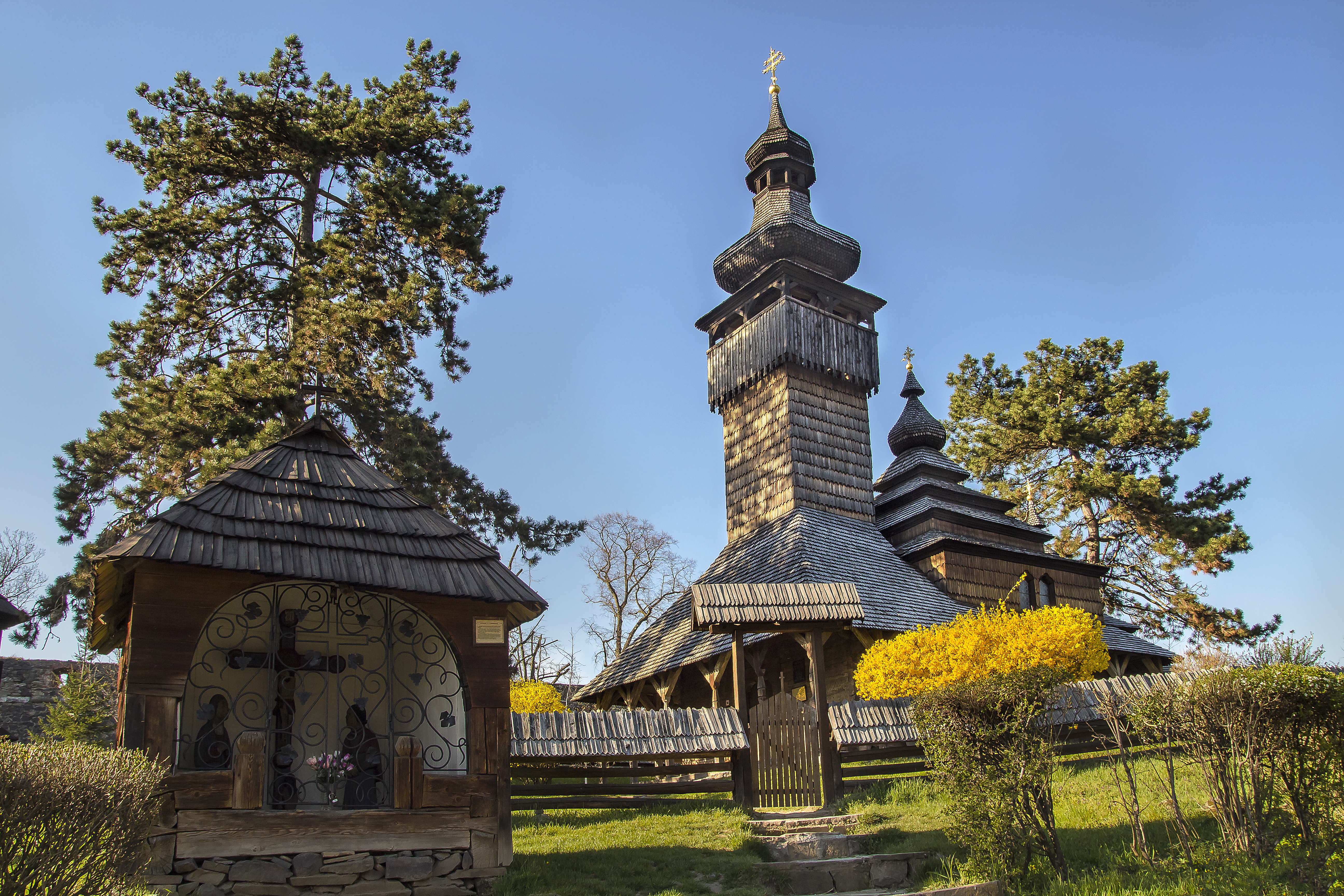
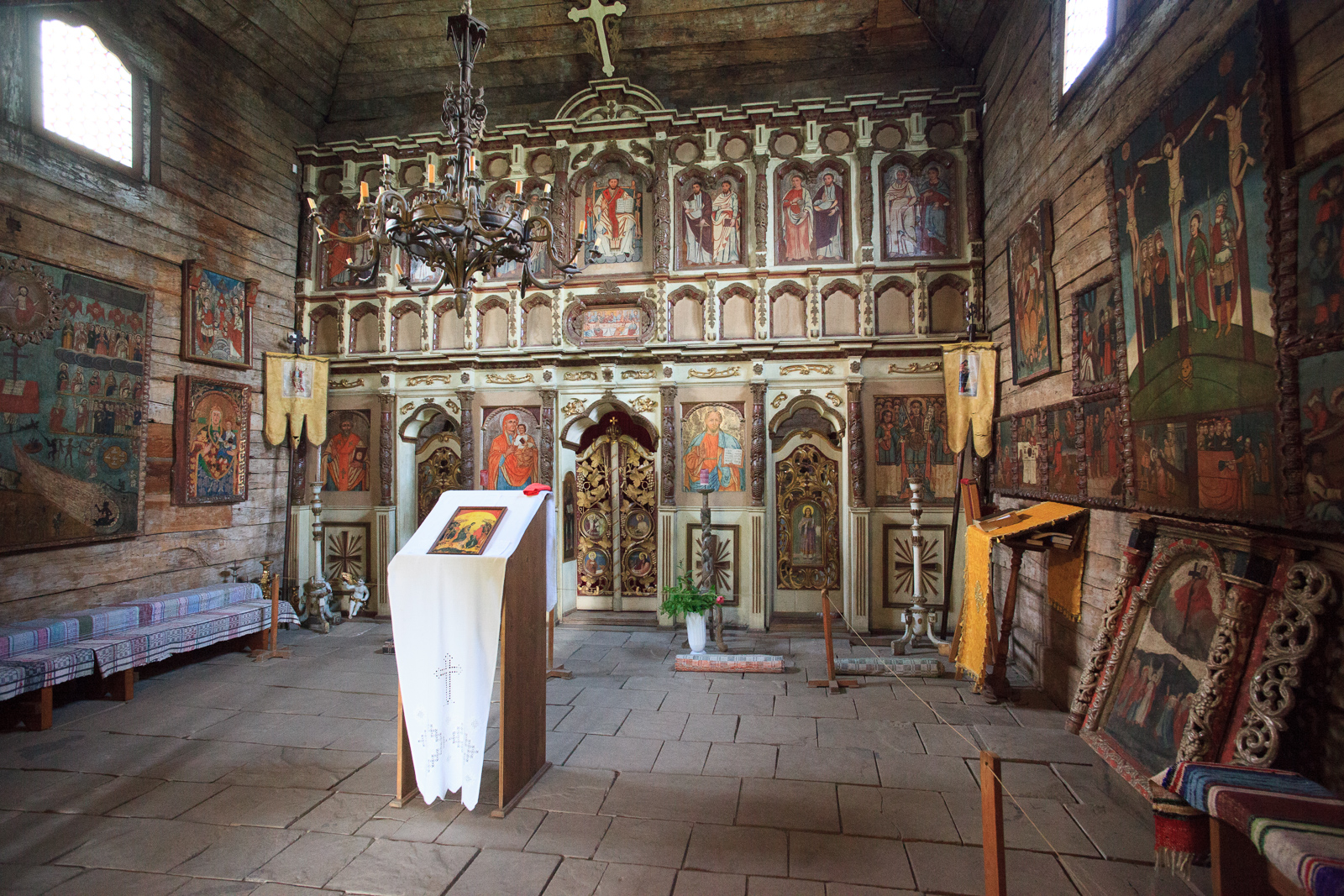
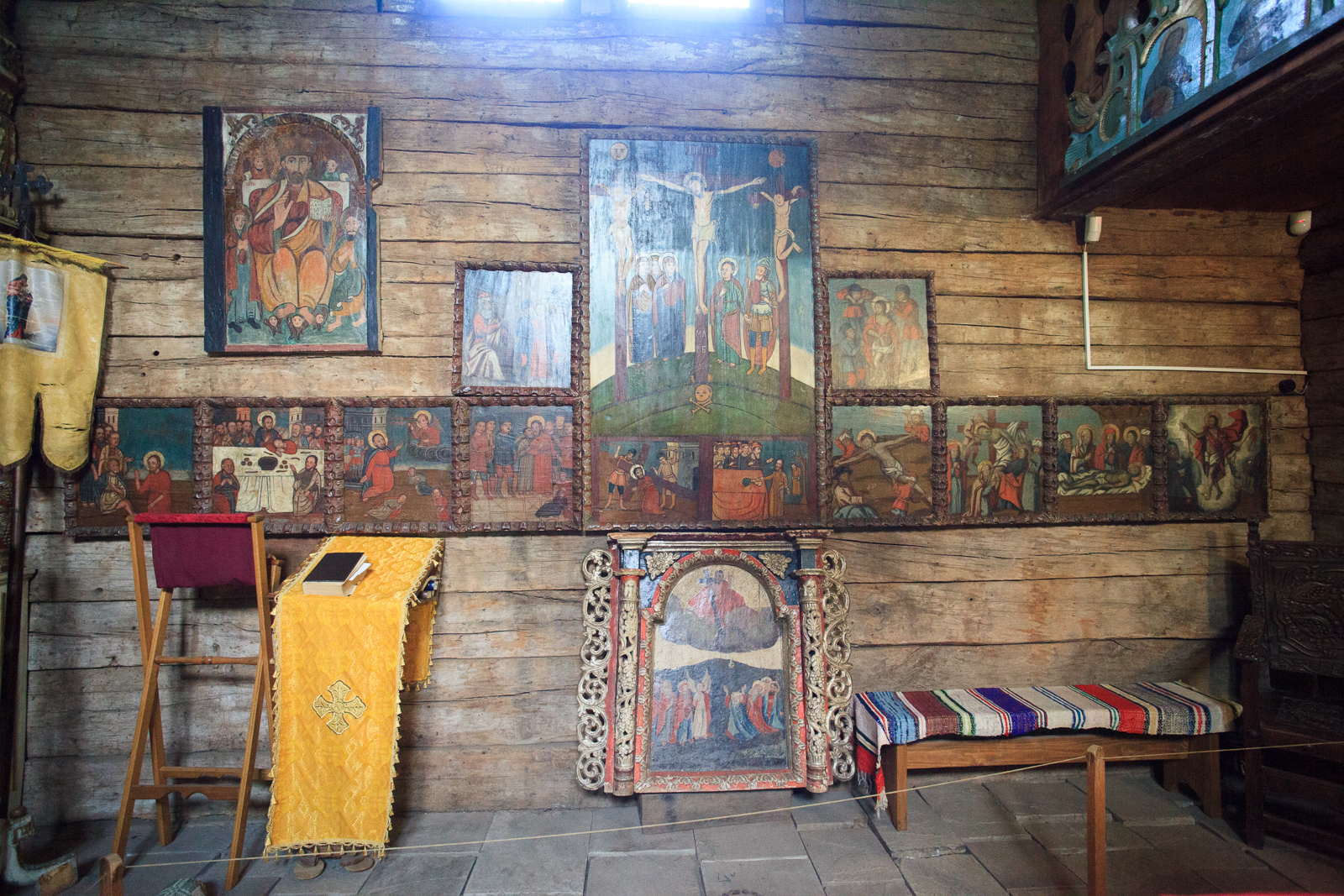
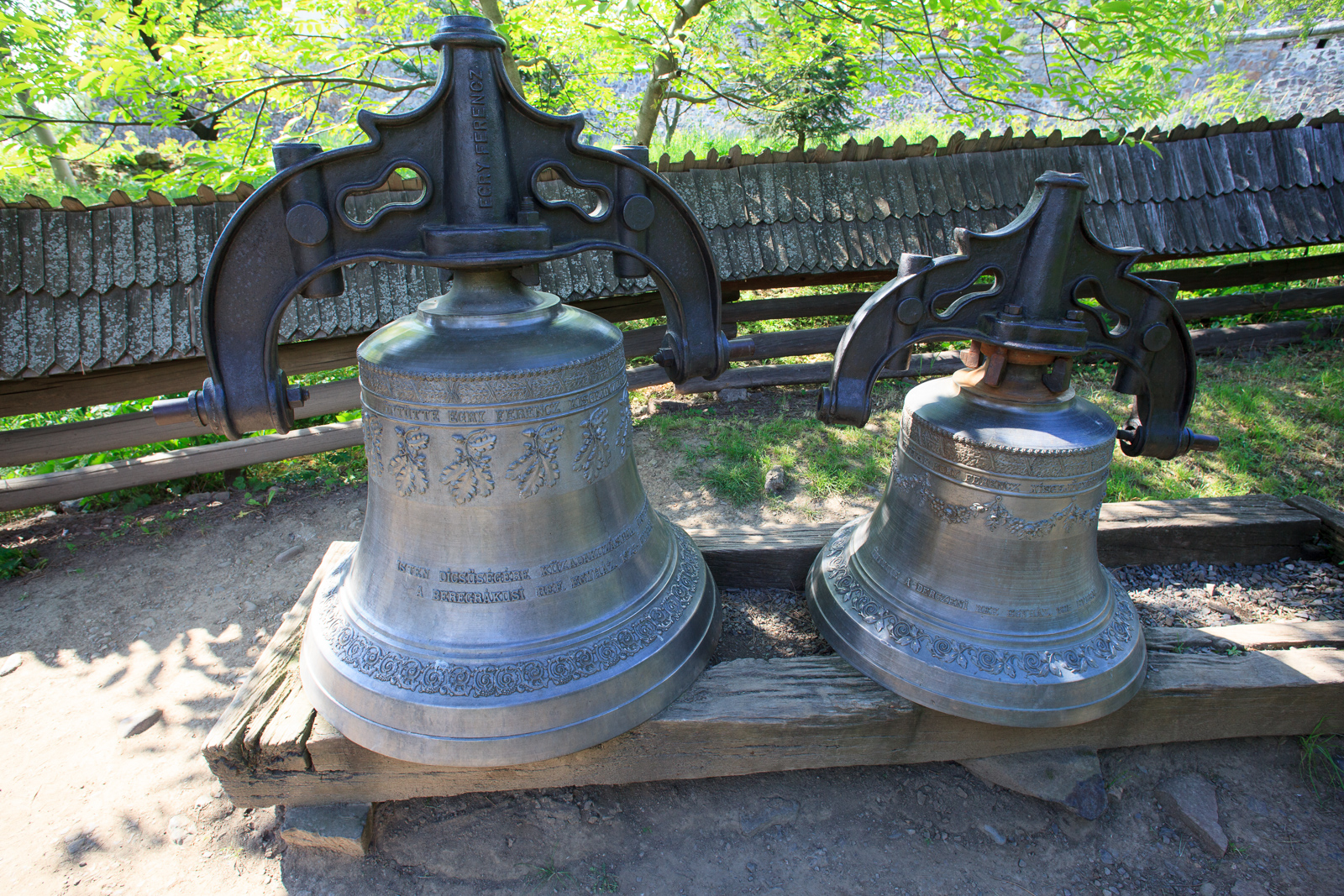
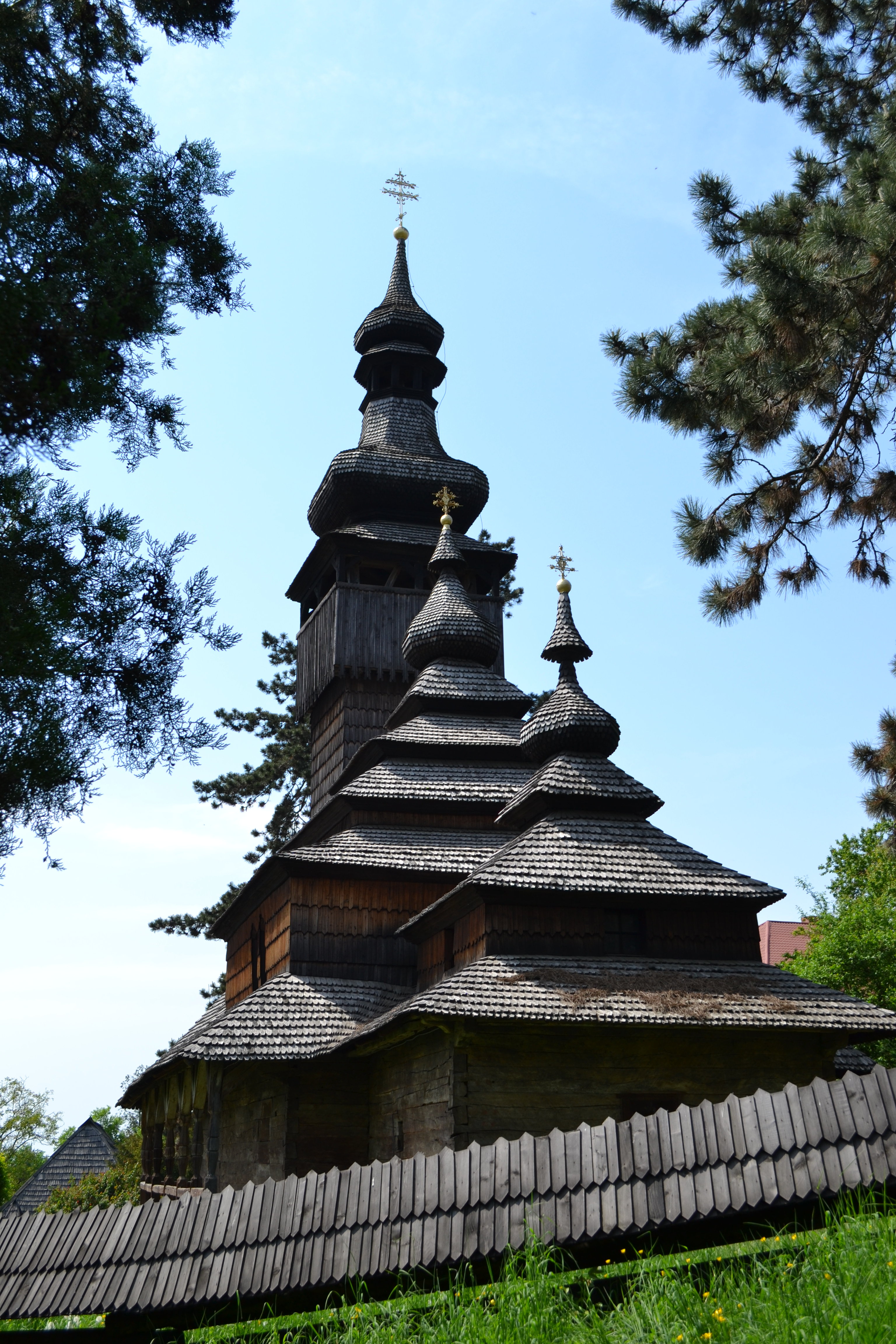
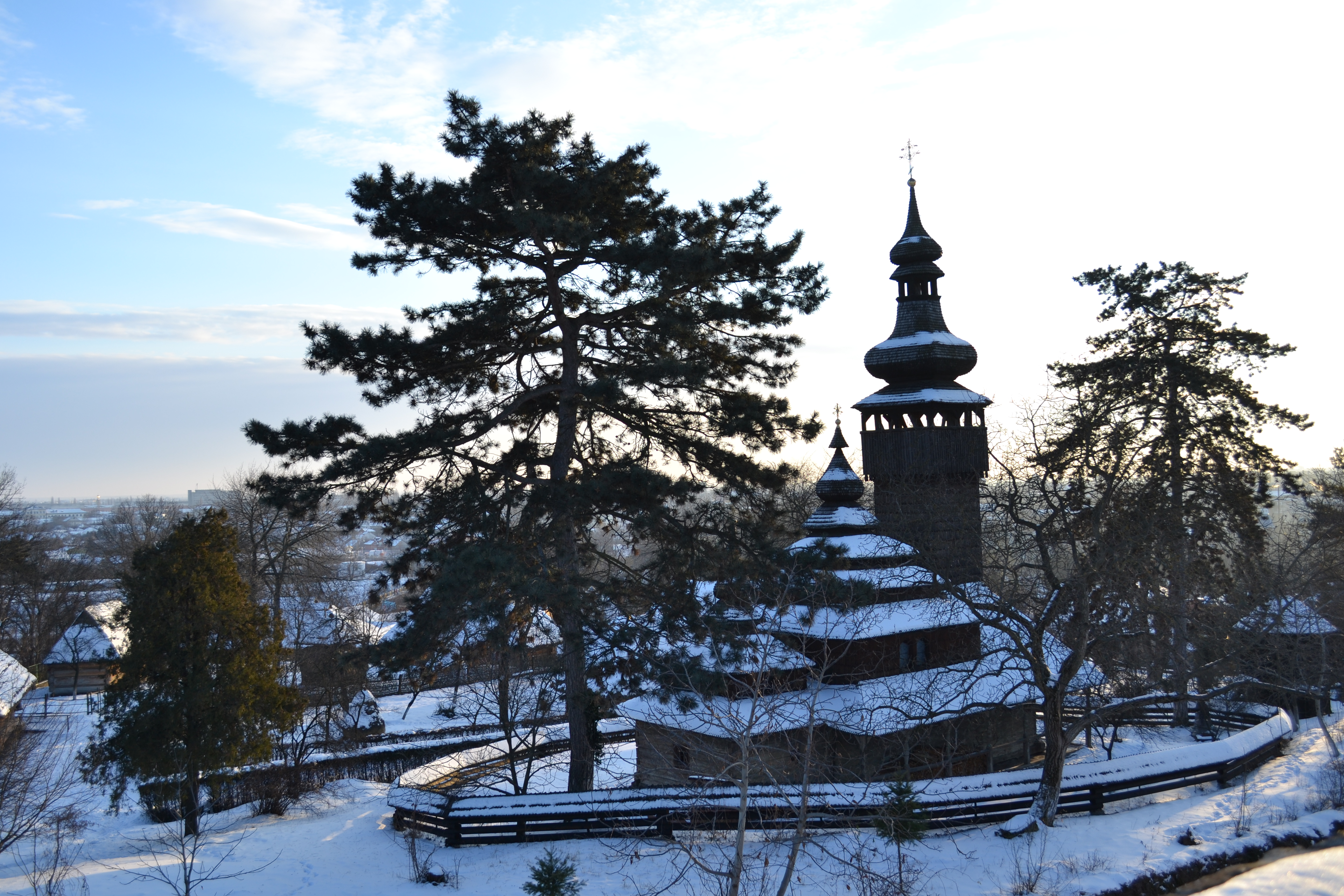